# Entreprenad AB
Entreprenad AB E & G Jönsson är ett företag inom entreprenad som grundades 1951 av bröderna Egon och Gösta Jönsson från Sövestad strax norr om Ystad.
Företaget kom att utvecklas till ett av Sveriges största privatägda entreprenadföretag med närmare 600 anställda och mer än 200 maskiner och lastbilar. Företaget stod på sin absoluta topp under 1970- och 80-talen. 1990-talets spekulationsekonomi knäckte slutligen företaget. 1994 såldes företaget till Percy Nilsson Bygg AB, PNB. Under 1950- och 1960-talen anlade eller renoverade Entreprenad AB vatten- och avloppssystem åt i stort sett alla skånska kommuner och var den i särklass största aktören i regionen. Man utvecklade även system för renovering av avloppsrör utan att behöva gräva upp gator och vägar. Entreprenad AB byggde även råvattenledningen från Bolmen i Småland till Ringsjön i Skåne. Ledningen skulle slutligen lösa Malmös akuta problem med vattenförsörjningen. Med åren ökade anläggningsentreprenaderna och många av de största markarbetena för bostadsområden i södra och västra Skåne utfördes av Entreprenad AB. Företaget var också en av de större inköparna av entreprenadmaskiner i Sverige och tillhörde Caterpillar och Åkermans viktigare kunder. Man deltog även i utvecklingen av olika tekniska lösningar på maskiner.

## Entreprenad AB E & G Jönsson i årtal
- 1951 Bröderna Egon & Gösta Jönsson får sitt första entreprenaduppdrag.
- 1952 Första uppdraget åt Vägförvaltningen i Malmö.
- 1954 Första grävmaskinen en Åkerman 350.
- 1956 Uppdrag att förbereda Stockholms Stadion för Ryttarolympiaden.
- 1956 Första bandlastaren en Caterpillar 955.
- 1958 Bolagsformen ändrades från handelsbolag till aktiebolag.
- 1959 Egen asfalteringsavdelning.
- 1960 Förvärv av Dalby Åkeri.
- 1961 Första pålningsaggregatet monterat på en Åkerman 610.
- 1968 All verksamhet samlas i den nya anläggningen i Arlöv.
- 1969 Kontor och verkstad byggs i Helsingborg.
- 1973 Jobb i Polen.
- 1974 Den första datorn skötte lönerna åt samtliga anställda.
- 1974 Det första numret av personaltidningen Vinkeln.
- 1975 Förvärv av Schakta AB.
- 1975 Tillbyggnad av verkstaden i Arlöv med 500 m².
- 1979 Egon Jönsson överlät vd posten till Arne Mattsson.
- 1980 Omfattande om- och tillbyggnader av lokalerna i Arlöv.
- 1982 Förvärv av Skabersjö Grusindustrier AB.
- 1982 Malmö kommun och Entreprenad bildar Malmö Grusterminal
- 1983 20 % aktieinnehav i Klippanfrakt.
- 1985 Delägare i Kvidinge Stenkross
- 1986 Förvärv av Allan Walfridssons Gräv & Schakt
- 1986 Förvärv av Malmö Cistern & Slamtjänst
- 1986 Förvärv av Elektronisk Undersökning i Sölvesborg.
- 1986 Per Göran (PG) Persson blir vd för företaget.
- 1987 Förvärv av Lennart Nyström Byggnads AB i Sjöbo
- 1988 De första s.k. REM-kurserna
- 1989 Sponsring av MIF:s hockeylag inleds.
- 1990 Mats Hedelin tillträder posten som styrelseordförande.
- 1990 Fastighetsbolaget Contractus Fastigheter bildas.
- 1990 Sysav och Entreprenad bildar bolaget PULS.
- 1991 Jobb i Ryssland
- 1992 Entreprenad övertar Kullenbergs i Malmö.
- 1992 Övertar Bygg AB Christian Andersson.
- 1992 Förvärv av Hyrmaskiner/Byggcon.
- 1992 Entreprenad får underhållsansvaret åt Vellinge kommun.
- 1993 Maskin- och transportavdelningen överförs till Cliffton.
- 1993 Egon Jönsson avled.
- 1994 Percy Nilsson Bygg AB PNB köper Entreprenad.
- 1995 Bygget av Öresundsbron påbörjas.
- 2012 Gösta Jönsson avled.